# Goephanes notabilis
Goephanes notabilis là một loài bọ cánh cứng trong họ Cerambycidae.